# Лилия Абаджиева
Лилия Абаджиева е българска театрална режисьорка.
Още с ранните си студентски работи е поставена от театралните критици в класацията на вестник „Култура“ сред най-добрите режисьори.
Носителка на „Златен век“ – почетен знак на Министерството на културата, който се присъжда за изключителен принос към българската култура и за развитие на културното сътрудничество. Носител е на множество национални и международни награди и отличия: на Министерството на културата за принос в развитието и разпространението на българската култура, „Indy award“ на независимите критици на и „Лос Анджелис Таймс“ за режисурата на американските си спектакли на „Отело“ и „Мяра за мяра“в Калифорния; за най-добър спектакъл и за екипна работа за „Ромео и Жулиета“ (постановка на МХАТ) от Световния театрален фестивал в Кайро е отличена с награда за най-добър режисьор; за „Страданията на младия“ награда за режисура на Berlinerfestspiele в Германия. Награда на САБ за най-добър спектакъл за „Отело“ (Народен театър „Иван Вазов“) и други. Поставяла е на над 50 спектакъла в България, Германия, САЩ, Северна Македония и Русия. Спектаклите ѝ са отличени с награда за режисура на международни театрални форуми в Германия, Италия, Полша, САЩ, Гърция, Мексико и Хърватска и др. Гост преподавател в няколко университета: UCSB, California; Кьолнския университет, Westmont College, California.
От 2010 г. е в творческия екип на Народния театър. Художествен ръководител на клас по актьорско майсторство в колежа „Любен Гройс“. Режисьорка и сценаристка на документалния филм „45 градуса по Азарян“. Филмът е отличен с награда за режисура на Национална филмова академия.

## Биография
Родена е в София на 3 ноември 1966 година. Завършва режисура за драматичен театър в НАТФИЗ „Кръстьо Сарафов“ през 1998 г. в класа на проф. Красимир Спасов и Борислав Чакринов. Още в студентските си години през 1996 г. е поканена да участва със спектакъл в международния театрален симпозиум на КОНСЕПС, посветен на Шекспир. Дипломира се с „Хамлет“. През юли 1998 г. участва в теоретичен семинар по програма „Теорема 2000“ в Авиньон, Франция. Нейни спектакли са участвали в редица престижни форуми в България и в чужбина (Полша, Италия, Германия, Словакия, Словения).
Преподавателска дейност: асистент на проф. Крикор Азарян в режисьорския му клас в НАТФИЗ „Кр. Сарафов“. Гост-преподавател в няколко университета, между които Калифорнийския университет в Санта Барбара; Кьолнския университет, Westmont College, Central stage theatre в Калифорния. От есента на 2020 г. е худ.ръководител на клас по Актьорско майсторство за драматичен театър в Театрален колеж „Любен Гройс“
Дебютира на професионална сцена със спектаклите „Женитба“ от Н. В. Гогол на сцената на Държавен сатиричен театър „Алеко Константинов“ и „Хамлет“ от Уилям Шекспир на сцената на Драматичен театър „Сълза и смях“.
Поставя успешно в чужбина: „Мяра за мяра“ от У. Шекспир по покана на Уестмонт Колидж, Калифорния, в Централния градски театър; „Женитба“ от Н. В. Гогол – в Македонски народен театър; „Ромео и Жулиета“ от У. Шекспир – в Московский Художественный театр, Русия; „Хамлет“ от У. Шекспир – във Freie Kamerspiele, Германия. Носител на множество национални и международни награди, между които: Награда на Министерство на културата за принос в развитието и разпространението на българската култура; Награда „Indy awards“ на независимите критици от „Индипендънт“ и „Лос Анджелис Таймс“ за режисурата на спектакъла „Мяра за мяра“ през 2009 г.; Награда за най-добър спектакъл и награда за екипна работа за „Ромео и Жулиета“ (постановка на Московский Художественный театр) от Световния театрален фестивал в Кайро през 2006 г.; Награда на САБ за най-добър спектакъл за „Отело“ през 2006 г. (Народен театър „Иван Вазов“) и други. Нейните спектакли са представяни на театрални форуми и фестивали в Русия, Америка, Германия, Словения, Гърция, Италия, Полша, Турция, Израел, Мексико, Черна гора, Украйна и други.
Режисьор и сценарист на документалния филм „45 градуса по Азарян“ на Българската национална телевизия от 2009 г. Представен на множество фестивали и отличен с голямата награда на медийния фестивал „Осмата муза“.
Поставя над повече от 30 спектакъла на големите класици Гьоте, Шекспир, Молиер, Гогол, Чехов и Бекет на българска сцена. Изследователската и работа върху Шекспир е свързана с нейни постановки в Германия, САЩ, Македония и Русия. Представяла е спектаклите си на големи форуми и фестивали в САЩ, Германия, Русия, Полша, Италия, Словения, Гърция, Словакия, Египет, Иран, Турция и други. Носител е на отличия и награди за режисура, както от национални, така и от престижни международни театрални форуми.
От 2010 г. е в творческия екип на Народния театър. Гост-преподавател в Кьолнския университет, UCSB Калифорния, НАТФИЗ „Кръстьо Сарафов“, Театрален колеж „Любен Гройс“.
През театралния сезон 2016/2017 работи върху три от най-мащабните си спектакли през последните години: „Цимбелин“ от Шекспир, „Франкенщайн #Алхимия на живота“ авторски спектакъл по Мери Шели, Драмски Театър, Македония. Последният и спектакъл по Шекспир е също авторски: „Ако нямах лоши сънища“ продукция на Националния дворец на културата, театър „Азарян“. През 2017 г. е удостоена със „Златен век“ почетен знак на Министерството на културата, който се присъжда за изключителен принос към българската култура.

## Постановки
В театър „София“
- „Парижката Света Богородица“ от Виктор Юго

В Малък градски театър „Зад канала“
- „Скъперникът“ от Молиер
- „Мяра за мяра“ от Уилям Шекспир
- „В полите на Витоша“ от П. К. Яворов
- „Записки от подземието“ на Ф. М. Достоевски
- „Страданията на младия Вертер“ от Й. В. Гьоте;[1]

В Театър 199
- „Краят на играта“ от Самюъл Бекет

В Държавен сатиричен театър „Алеко Константинов“
- „Бащата“ от Аугуст Стриндберг
- „В очакване на Годо“ от Самюъл Бекет
- „Ревизор“ от Н.В. Гогол;[1]

В Драматичен театър „Сълза и смях“
- „Платонов“ от А. П. Чехов
- „Чайка“ от А.П.Чехов;[1]

В Народен театър „Иван Вазов“
- „Ромео и Жулиета“ от Уилям Шекспир
- „Отело“ от Уилям Шекспир
- „Госпожица Юлия“ от Аугуст Стриндберг.[1]

Постановки в чужбина
Поставя успешно в чужбина: „Мяра за мяра“ от Уилям Шекспир по покана на Westmont College (Калифорния, САЩ) в Centre Stage Theatre; „Женитба“ от Н. В. Гогол – в Македонски народен театър; „Ромео и Жулиета“ от Уилям Шекспир – в МХАТ, Русия; „Хамлет“ от Уилям Шекспир – във Freie Kamerspiele, Германия, и др.

## Награди и отличия
Носител на множество национални и международни награди, между които:
- Награда на Министерство на културата за принос в развитието и разпространението на българската култура;
- Награда „Indy awards“ на независимите критици от „Индипендънт“ и „Лос Анджелис Таймс“ – за режисурата на спектакъла „Мяра за мяра“ (продуциран от Westmont College и след това представен в Center Stage Theatre) през 2009 г.;
- Награда за най-добър спектакъл и награда за екипна работа за „Ромео и Жулиета“ (постановка на МХАТ) от Световния театрален фестивал в Кайро през 2006 г.;
- Награда на Съюза на артистите в България за най-добър спектакъл за „Отело“ (Народен театър „Иван Вазов“) (2006)[1]
- „Златен век“ от Министерството на културата (2017) – за заслуги за развитието и популяризирането на българската култура и изкуство.

## Работа за телевизията
Режисьор и сценарист на документалния филм „45 градуса по Азарян“ на Българската национална телевизия от 2008 г. Представен е на множество фестивали и отличен с голямата награда на медийния фестивал „Осмата муза“.
Награди на Българска филмова академия 2010: Награда за дебют в документалното кино и награда за най-добър телевизионен документален филм.